# 최영근 (1972년)
최영근(1972년 7월 16일 ~ )은 대한민국의 전 축구 선수이자 현 축구 지도자로, 선수 시절 포지션은 미드필더였다.